# Сыновья (фильм, 2024)
«Сыновья» — художественный фильм шведско-датского режиссёра Густава Мёллера с Сидсе Бабетт Кнудсен и Даром Салимом в главных ролях. Премьера состоялась в феврале 2024 года в рамках основной программы 74-го Берлинского международного кинофестиваля.

## Сюжет
Главная героиня фильма — надзирательница по имени Ева. В тюрьму, где она работает, переводят убийцу её сына. С этого момента Ева борется между чувством долга и жаждой мести. Постепенно она меняет своё отношение к узнику.

## В ролях
- Сидсе Бабетт Кнуссен — Ева
- Дар Салим

## Премьера и восприятие
Премьера картины состоялась в феврале 2024 года на 74-м Берлинском международном кинофестивале. «Сыновья» были включены в основную программу, но остались без наград.